# Sclerophrys pentoni
Sclerophrys pentoni (Anderson, 1893)  è una specie di anfibio anuro della famiglia Bufonidae, diffuso dal Gambia, dal Senegal, dalla Mauritania meridionale e dal Niger fino alle coste sudanesi del Mar Rosso, all'Eritrea e a Gibuti
.